# Садчикова, Любовь Ивановна
Любо́вь Ива́новна Са́дчикова (род. 22 сентября 1951 года, Куйбышев, РСФСР, СССР — ум. 22 ноября 2012, Смоленск, Россия) — советская конькобежка, заслуженный мастер спорта СССР по конькобежному спорту (1978). Участница зимних Олимпийских игр 1976 года, 3-кратная чемпионка СССР и 6-кратная призёр, рекордсменка мира на дистанции 500 м, 5-кратная рекордсменка СССР. Выступала за "Буревестник" (Смоленск).

## Биография
Любовь Садчикова родилась в Куйбышеве, второй дочкой в семье Ивана Степановича и Зинаиды Тихоновны Садчиковых. Примерно в 4 года Любаша встала на «снегурочки», бегала с соседской ребятнёй. Через год во дворе стало тесно и родители стали отпускать её на стадион, который находился рядом с домом. Вскоре старший брат Владимир прикрутил маленькой сестрёнке к валенкам свои «норвеги», на которых стала с удовольствием бегать. 
С первыми уроками по грамматике получала в школе и первые уроки бега на коньках. Окончила школу и сдала экзамены в плановый институт. Немного проучившись, бросила. Пошла на завод, где трудилась с удовольствием и занималась спортом, бегала на коньках. Постепенно решила стать преподавателем физкультуры или тренером. Люба в подростковом возрасте переехала в Смоленск, поступила в Смоленский государственный институт физической культуры
Занимаясь педагогикой, не забывала о коньках. Начала тренироваться у заслуженного тренера РСФСР Валентина Степановича Приставкина. Уже на первом курсе ей присвоили второй взрослый разряд, на втором - мастера спорта, на третьем - мастера спорта международного класса. В 1971 году заняла 4-е место на дебютном чемпионате СССР по спринтерскому многоборью. Через год участвовала в зимней Универсиаде в Лейк-Плэсиде и завоевала бронзовую медаль в забеге на 1000 метров.
Любовь дебютировала на чемпионате мира в спринтерском многоборье 1973 года в Осло и заняла сразу высокое 7-е место, а в конце сезона стала серебряным призёром чемпионата СССР в беге на 500 метров.
В 1974 году у неё был сильный прогресс в катании и она на спринтерском чемпионате мира в Инсбруке заняла 4-е место, после чего выиграла 5-ю Спартакиаду народов РСФСР в спринте, заняла 2-е место на чемпионате СССР в спринте, 3-е место в беге на 500 м и 1-е место на 1000 м.
В 1975 году Люба вновь попала в шестёрку сильнейших на чемпионате мира в Гётеборге, заняв 5-е место. В марте на чемпионате СССР в классическом многоборье, проходившем в Алма-Ате, она установила мировой рекорд на дистанции 500 м со временем 41,69 сек, а через год заняла 2-е место в абсолютном зачёте союзного первенства. В том же 1976 году Садчикова участвовала в зимних Олимпийских играх в Инсбруке, где заняла 6-е место в забеге на 500 м.
Выступление Садчиковой на спринтерском чемпионате мира в Лейк-Плэсиде в 1978 году стало настоящей сенсацией. Фавориткой среди женщин считалась Бет Хайден, все прочили победу ей и даже корреспонденты загодя готовили победные репортажи. Любовь Садчикова к тому времени звездой не была и рассчитывать, согласно всеобщему мнению, могла лишь на достойное выступление недалеко от призовых мест. В первый день Бет Хайден была первой на пятисотке и пришла второй на километровой дистанции. Садчикова в тот день была второй и четвёртой соответственно. Но вот на второй день Любовь Ивановна выигрывает обе дистанции, в сумме спринтерского многоборья опережает Хайден на 0.180 очка и становится чемпионкой мира.
После неожиданной победы Любовь выиграла чемпионат СССР в беге 500 м и стала второй в спринтерском многоборье. Уже через год её результаты резко упали. На спринтерском  чемпионате мира в Инцелле она заняла только 15-е место, а на чемпионате СССР в спринте и вовсе была снята с соревновании. В 1980 году завершила карьеру спортсменки.

## Личная жизнь
Любовь Ивановна окончила Смоленский государственный институт физической культуры в 1974 году. После завершения карьеры тренировала молодёжь в Смоленске. Умерла 22 ноября 2012 года после тяжёлой болезни в Смоленске. Похоронена на кладбище при Никольской церкви в деревне Николо-Яровня Кардымовского района Смоленской области. На могиле установлен памятник в человеческий рост.